# چلنگر (روزنامه)

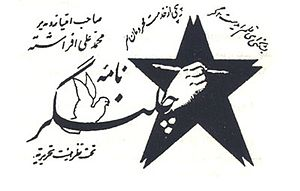
لوگوی روزنامه چلنگر

چلنگر روزنامهٔ فکاهی و سیاسی ایران بود که در بین سال‌های ۱۳۲۹–۱۳۳۲ منتشر می‌شد. چلنگر به معنی قفل و کلیدساز و آهنگری است که چیزهای آهنین خرد و ریز چون میخ و زنجیر و جز آن می‌سازد.
این روزنامه را محمدعلی افراشته در ۱۷ اسفند ۱۳۲۹ منتشر کرد. چلنگر در چهار صفحه به قیمت دو ریال منتشر می‌شد و بیشتر اشعار و مطالب آن متعلق به شخص افراشته بود. بیتی از افراشته «بشکنی ای قلم ای دست اگر / پیچی از خدمت محرومان سر» سال‌ها سرتیتر روزنامه بود و انتشار آن یک حادثه در دنیای شعر و مطبوعات ایران به شمار می‌رفت.
چلنگر به زبان فارسی منتشر می‌شد، اما از همان شمارهٔ اول صفحه‌ای را به ادبیات محلی اختصاص داد. در این صفحه اشعاری به گیلکی، آذربایجانی، کردی، ترکمنی، لری، مازندرانی و… چاپ می‌شد. به خاطر خود افراشته که در شعر گیلکی سرآمد بود سهم اشعار گیلکی بیشتر بود. پس از مدتی این صفحه از چلنگر منتشر نشد و افراشته اعلام کرد که شهربانی از انتشار ادبیات محلی جلوگیری کرده است.
دفتر آن در خیابان نواب بود که روز ۱۴ آذر ۱۳۳۰ مورد حمله اوباش و مخالفان قرار گرفت و همه چیز آن ویران شد.
انتشار چلنگر با کودتای ۲۸ مرداد ۱۳۳۲ متوقف شد.